# Schlotheimia grandi-areolata
Schlotheimia grandi-areolata là một loài rêu trong họ Orthotrichaceae. Loài này được Müll. Hal. mô tả khoa học đầu tiên năm 1879.